# روبي فيندلي
روبيرت فيندلي (بالإنجليزية: Robert Findley) (مواليد 4 أغسطس 1985 في فينيكس) لاعب كرة قدم أمريكي يلعب حاليا في نادي ريال سالت ليك الأمريكي . .

## روابط خارجية
- روبي فيندلي على موقع الاتحاد الدولي (مؤرشف)  (الإنجليزية)
- روبي فيندلي على موقع الدوري الأمريكي (الإنجليزية)
- روبي فيندلي على موقع قاعدة بيانات كرة القدم.إي يو (الإنجليزية)
- روبي فيندلي على موقع ناشيونال فوتبول تيمز (الإنجليزية)
- روبي فيندلي على موقع Soccerbase.com (لاعب) (الإنجليزية)
- روبي فيندلي على موقع Soccerway.com (الإنجليزية)
- روبي فيندلي على موقع عالم كرة القدم.نت (الإنجليزية)
- روبي فيندلي على موقع كووورة
- روبي فيندلي على موقع AS.com (الإسبانية)